# Kukulcania isolinae
Kukulcania isolinae är en spindelart som först beskrevs av Alayón 1972.  Kukulcania isolinae ingår i släktet Kukulcania och familjen Filistatidae.
Artens utbredningsområde är Kuba. Inga underarter finns listade i Catalogue of Life.